# Kill your friends
Kill your friends (Mata als teus amics) és una pel·lícula britànica de suspens i comèdia negra satírica de l'any 2015, dirigida per Owen Harris i escrita per John Niven basada en la seva novel·la de 2008 del mateix nom. La pel·lícula és protagonitzada per Nicholas Hoult.
El llargmetratge va ser seleccionat per a exhibir-se en el Festival de Cinema de Toronto de 2015. La pel·lícula va ser estrenada per StudioCanal el 6 de novembre de 2015.

## Argument
La pel·lícula es desenvolupa al Londres de 1997; La indústria musical britànica està en una ratxa guanyadora. Les bandes de música de britpop Blur, Oasi, Supergrass i The Verve governen les ones i Cool Britannia està en ple apogeu.
Steven Stelfox (Nicholas Hoult), s'obre camí a través del negoci de la música, un món on "ningú sap res" i on les carreres es fan i es destrueixen per l'atzar i per gustos volubles del públic general. Al llarg de la trama i impulsat per la cobdícia, l'ambició i les drogues, Stelfox viu el somni mentre busca el seu pròxim disc d'èxit. Però a mesura que els èxits s'esgoten i la indústria comença a canviar, Stelfox porta el concepte de "melodies assassines" a un nou nivell per salvar la seva carrera.

## Repartiment
- Nicholas Hoult és Steven Stelfox
- James Corden és Roger Waters
- Geòrgia King és Rebecca
- Craig Roberts és Darren
- Jim Piddock és Derek Sommers
- Joseph Mawle és James Trellick
- Ed Skrein és Danny Rent
- Tom Riley és Tony Parker-Hall
- Ed Hogg és DC Woodham
- Rosanna Arquette és Barbara
- Moritz Bleibtreu és Rudi
- Damien Molony és Ross
- Dustin Demri-Burns és David Schneider
- Al Weaver és Bill
- Bronson Webb és Rob Hastings
- Ella Smith és Nikki
- David Avery és Fisher